# Rättegångsgudstjänst
Rättegångsgudstjänst, eller tingspredikan, är en gudstjänst för de tjänstgörande i domstolar, som äger rum i början av verksamhetsåret.
I enlighet med 1686 års kyrkolag skulle varje verksamhetsår i tingsrätten inledas med en tingspredikan i någon av Svenska kyrkans gudstjänstlokaler eller på tingsstället. Detta var obligatoriskt fram till 1990. Tingspredikan inför varje nytt verksamhetsår förekommer dock fortfarande inom vissa domstolar, exempelvis Norrbottens och fastän kyrka och stat är separerade sedan år 2000 samtidigt som många tingsrätter slagits samman sedan 1990 är detta ett bruk som har bevarats intakt.

## Kontrovers
Då kyrkan skiljts från staten har det ifrågasatts om rättegångsgudstjänsterna ska finnas kvar. Svea hovrätt ställde 2008 in sin rättegångsgudstjänst efter beslut av hovrättspresident Johan Hirschfeldt på uppmaning av föreningen Humanisterna.